# Joseph Carrère
Vous lisez un « bon article » labellisé en 2023.
Pour les articles homonymes, voir Joseph Carrère (médecin) et Carrère.

a Compétitions nationales et continentales officielles uniquement.

b Matchs officiels uniquement.
Joseph Carrère, né le 14 février 1904 à Sigean (Aude) et mort le 19 octobre 1954 à Mably (Loire), est un joueur de rugby à XV et de rugby à XIII, international français pour cette seconde variante du rugby, évoluant au poste de demi de mêlée ou de troisième ligne dans les années 1920 et 1930.
Joseph Carrère joue durant de nombreuses saisons au R.C. Narbonne où il se révèle comme l'un des meilleurs demis de mêlée de l'hexagone et dispute une demi-finale du Championnat de France en 1925 face au futur champion l'U.S. Perpignan. Convoqué en urgence en équipe de France de rugby à XV en 1928 pour affronter l'Irlande, il ne peut pas honorer sa sélection en raison d'un retard dans les transports pour le rassemblement de la sélection avant le départ pour Belfast. En 1930, il prend part à la naissance de l'U.S. Narbonne qui intègre l'Union française de rugby amateur puis fusionne avec le R.C. Narbonne en 1932. Toutefois, la Fédération française de rugby à XV décide alors de mettre au ban J. Carrère, à l'instar de Robert Samatan, Richard Majérus ou Charles Bigot, lors de sa demande de mutation entre les deux clubs narbonnais. J. Carrère met plus d'une année pour apprendre la raison de sa radiation, laquelle est prétextée par un lien avec un fait d'arbitrage, or il comprend que l'un des membres de la commission de discipline de la Fédération et dirigeant du Stade toulousain désire se venger de sa non signature au sein de son club en 1932.
Lors de l'arrivée du néo-code de rugby, le rugby à XIII, importé par Jean Galia, Carrère est l'un des premiers joueurs à rejoindre ce mouvement, dénonçant l'amateurisme marron dans le rugby à XV, et il prend part à la tournée des Pionniers en mars 1934. Une des têtes d'affiche du Championnat de France de rugby à XIII, il rejoint durant quatre saisons le R.C. Roanne, remportant la Coupe de France en 1938, puis effectue son retour au R.C. Narbonne en 1938, club qui vient de rejoindre le rugby à XIII. La Seconde Guerre mondiale éclate alors et le rugby à XIII est rapidement interdit, ce qui met un terme à sa carrière sportive.

## Biographie

### Jeunesse et débuts en rugby à XV dans l'Aude
Joseph Albert Carrère naît le 14 février 1904 à Sigean. Son père, Frédéric Carrère (né le 27 avril 1877 à Sigean et décédé le 20 octobre 1948 à Port-la-Nouvelle), est cultivateur, et sa mère, Thérézine Abellano (née le 17 octobre 1882 à Durban-Corbières et décédée le 5 janvier 1947 à Port-la-Nouvelle), sans profession. Il se marie le 5 novembre 1923 à Jeanne Roussoux, en la mairie de Sigean. Il a un frère, Auguste (1906-?), et deux sœurs, Paule (1908-1985) et Ivette (1920-2013). Joseph Carrère exerce dans la vie civile le métier de garagiste. Il joue ses premières années de rugby au sein du R.C. Narbonne.

### 1924-1930: Joueur incontournable du R.C. Narbonne

#### 1924-1926: Un joueur polyvalent et performant
Natif de Sigean, Joseph Carrère effectue sa formation au sein du R.C. Narbonne, club situé dans la ville voisine de Narbonne. Il intègre lors de la saison 1924-1925 l'équipe seconde du club audois avant d'avoir sa chance au cours de la saison au poste de demi de mêlée en raison de la blessure du titulaire Lafont,. Il joue au côté de François Clauzel et Aimé Cassayet-Armagnac entre autres, et l'équipe narbonnaise est toute proche de se qualifier pour sa finale en Championnat mais est vaincue en demi-finale par le futur vainqueur l'U.S. Perpignan de Roger Ramis 13-5, J. Carrère s'étant, selon le quotidien sportif de référence l'Auto, « montré à la hauteur de sa tâche ».
Joseph Carrère devient un joueur titulaire au R.C. Narbonne à partir de la saison 1925-1926, où il joue alternativement demi de mêlée et troisième ligne centre. Le R.C. Narbonne se positionne désormais comme un prétendant au titre chaque saison. Lors de la saison 1925-1926, il élimine le C.A. Brive et le Stade châteaurenardais en poule de trois, mais est éliminé en poule des quarts de finale par l'Aviron bayonnais. J. Carrère se fait remarquer et est sélectionné comme demi de mêlée en fin de saison au sein de l'équipe du comité du Languedoc qui affronte la sélection de Paris.
Le talent de J. Carrère amène l'offre d'autres clubs durant l'intersaison 1926, au point que des rumeurs l'envoient à l'U.S. Perpignan (finaliste du Championnat de France), mais il reste au R.C. Narbonne, renforcé par l'arrivée de Joseph Pascot avec une entente sportive remarquable, où il réalise de belles prestations,. Le club narbonnais s'extirpe de la poule de cinq en devançant l'U.S. Montauban et l'Aviron bayonnais et bat en barrage le F.C. Lourdes, seul l'U.S. Cognac le devance sans que cela l'empêche de poursuivre son parcours en Championnat. En poule de quatre, le R.C. Narbonne en revanche subit face au Stade français une élimination 10-8 ne lui permettant pas de disputer la demi-finale du Championnat.

#### 1927-1928: Mésaventure aux portes de l'équipe de France
Lors de la saison 1927-1928, le nom de Joseph Carrère est soufflé par la presse sportive et le comité du Languedoc pour lui donner sa chance en équipe de France. Joueur référence en troisième ligne, il présente l'avantage de pouvoir évoluer avec talent comme demi de mêlée. Il est alors convoqué dans des rencontres de présélection à Cognac de fin d'année pour l'équipe de France, testé au poste de demi de mêlée et il est désormais sur la liste des remplaçants pour cette saison en cas de défection du demi de mêlée. Fin janvier 1928, l'habituel titulaire de l'équipe de France, Clément Dupont (F.C. Lourdes), déclare forfait, et Georges Daudignon (Stade français) est sur le point d'être opéré et renonce à se rendre au match contre l'Irlande dans le cadre du Tournoi des Cinq Nations ; la Fédération française de rugby à XV décide de convoquer dans l'urgence Joseph Carrère pour être aligné demi de mêlée. Un télégramme est ainsi envoyé à Narbonne pour demander à J. Carrère de rejoindre l'équipe de France à Paris avant le départ pour Belfast. Prenant le premier train de Narbonne pour Lyon, il se retrouve retardé dans le trajet durant plus de cinq heures et se présente à la Fédération trop tard pour rejoindre l'équipe de France partie à Londres avant de rallier l'Irlande,.
En Championnat, le R.C. Narbonne est rapidement éliminé. Bien que devançant le C.S. Palmiers et le Stadoceste tarbais en poule de cinq, il affronte en match de barrage le R.C. Toulon. Il perd cette rencontre 15-0, ne pouvant accéder à la phase suivante de la poule de quatre.

#### 1928-1930: Poussé vers la sortie

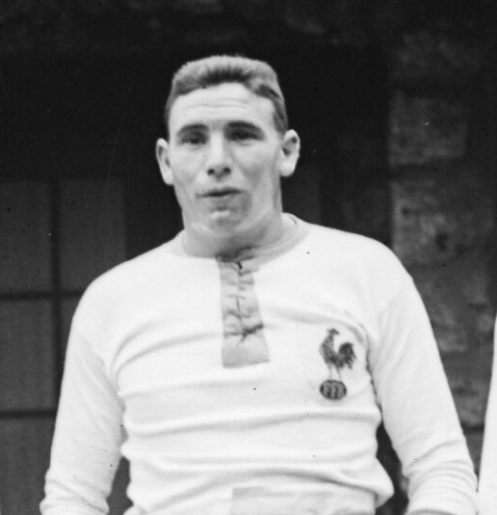
Il est avec Joseph Choy l'un des anciens du R.C. Narbonne.

En septembre 1928, il entame sa cinquième saison au R.C. Narbonne. Auteur de bonnes prestations en début de saison, il connaît toutefois une frayeur lors de la rencontre face à l'A.S. Béziers du 9 décembre 1928. À quinze minutes de la fin d'une rencontre sans points, Joseph Carrère reçoit un coup et se retrouve inanimé sur le terrain. Son frère, coéquipier, et tous les joueurs lui portent alors les premiers secours, pendant que le public envahit le terrain. Bien qu'il reprenne ses sens, l'arbitre et les dirigeants des deux clubs décident de mettre immédiatement fin à la rencontre pour la reporter à une autre date. En janvier 1929, il retrouve les terrains en redevenant un joueur clé du R.C. Narbonne. En poule de cinq composée des U.S. Dax, U.A Libourne, U.S.A. Limoges et U.S. Fumel, le club parvient à se qualifier pour la phase suivante nommée « poule de trois ». Affrontant le R.C. Toulon et le Stade toulousain, le R.C. Narbonne est éliminé en ne parvenant pas à se qualifier pour les quarts-de-finale.
La saison suivante, 1929-1930, le R.C. Narbonne renouvelle une grande partie de son effectif où Joseph Carrère représente avec Joseph Choy, Esquine et Canguilhem les anciens. J. Carrère est amené à occuper divers postes tels que centre, sans véritable succès, avant de revenir aux postes de demi de mêlée ou de troisième ligne. Le club sort qualifié de son groupe en poule de cinq composé de l'Aviron bayonnais, du Stade bordelais, du F.C. Grenoble et du Toulouse O.E.C. En poule de trois, le club audois est dominé par le Stadoceste tarbais et ne parvient pas à se qualifier pour les quarts-de-finale.

### 1930-1932: Départ vers l'U.S. Narbonne et l'Union française de rugby amateur
En août 1930, Joseph Carrère rejoint l'autre club de la ville de Narbonne : l'U.S. Narbonne. Ce dernier, emmené par l'ancien joueur F.C. Lézignan Louis Bès, acte en septembre 1930 son adhésion à l'Union française de rugby amateur, organisation sportive regroupant plusieurs clubs de rugby à XV dissidents, auparavant membres de la Fédération française de rugby à XV (F.F.R.). J. Carrère brille sous ses nouvelles couleurs comme face au F.C. Lyon de Maurice Porra et s'essaie au poste d'arrière. En décembre, douze membres de l'U.F.R.A. démissionnent de la Fédération française de rugby à XV et confirment ne pas prendre part au Championnat de France en lançant parallèlement le Tournoi des douze. L'U.S. Narbonne, absent du tournoi des Douze, effectue ainsi une saison autour de rencontres amicales contre ces douze équipes. En février 1931, Joseph Carrère réalise de belles performances l'amenant à représenter, au poste de demi de mêlée où il est vu comme l'un des meilleurs Français, lors d'une rencontre de propagande, la sélection du Nord-Est de l'U.F.R.A. affrontant une sélection du Sud-Ouest ; il y est « étincelant » selon la presse sportive. Il dispute également quelques rencontres amicales sous le maillot du Stade toulousain en fin de saison.
La saison 1931-1932 permet à l'U.S. Narbonne d'intégrer enfin le Championnat de l'U.F.R.A. appelé Tournoi des quatorze. J. Carrère continue d'aiguiller le jeu narbonnais avec succès. L'U.S. Narbonne réalise une saison correcte dans ce Championnat ponctué d'une sixième place au classement. J. Carrère est régulièrement cité comme l'un des joueurs clés de cet effectif, malgré une expulsion intervenue en décembre 1931 le suspendant deux rencontres. En février 1932, il reste une des têtes d'affiche de l'U.F.R.A lors des rencontres de sélection où il y brille au côté du Carcassonnais Albert Domec.

### 1932-1934: L'«affaire Carrère», radié du XV plus d'une année
Pour la saison 1932-1933, l'U.F.R.A. refait son retour au sein de la Fédération française de rugby à XV. Ainsi, l'U.S. Narbonne acte la fusion avec le R.C. Narbonne, et leurs effectifs sont censés fusionner également. Joseph Carrère demande alors sa réintégration au sein de ce dernier mais, de manière arbitraire, le conseil de discipline de la Fédération française de rugby à XV le frappe d'interdiction d'être enregistré en septembre 1932, ce qui est synonyme d'une interdiction du droit de pratiquer le rugby à XV. J. Carrère n'est pas le seul cité car on y nombre Robert Samatan, Richard Majérus et Charles Bigot. Les motifs de cette radiation de J. Carrère ne sont dans un premier temps connus ni par le joueur ni par les dirigeants du R.C. Narbonne, ce dernier se déclarant fortement surpris de cette décision. Un mois plus tard, à la mi-octobre 1932, les dirigeants narbonnais échangent avec la Fédération pour comprendre la motivation de cette radiation et découvrent que le motif n'est pas lié à un fait de professionnalisme mais à un fait de match une année plus tôt où il est rapporté que J. Carrère avait insulté un arbitre, du temps où il évoluait sous l'égide de l'U.F.R.A..
Un an plus tard, en novembre 1933, Joseph Carrère, n'ayant aucune nouvelle de sa demande de réintégration au R.C. Narbonne, dépose cette fois-ci une demande de qualification pour l'U.S. Nouvelloise en précisant qu'il ne disputera aucune rencontre avec tout autre club et dans l'espoir que sa situation se débloque. Le comité du Languedoc accorde la licence de J. Carrère mais subit la pression de la commission de discipline de la Fédération lui laissant la responsabilité de ce choix en stipulant que J. Carrère ne peut être requalifié qu'avec le R.C. Narbonne : ainsi, en cas de maintien de cette licence, la commission de discipline sanctionnera le comité du Languedoc car elle seule peut valider une demande de mutation, en l'occurence du R.C. Narbonne à l'E.S. Nouvelloise. Devant la menace, le comité du Languedoc revient sur sa décision concernant J. Carrère et lui retire la licence.
Finalement, le 2 décembre 1933, la commission de discipline de la Fédération française de rugby à XV accorde la licence à J. Carrère, lequel s'est engagé à créer ce club de l'E.S. Nouvelloise et à ne jouer dans aucun autre club même si celle-ci venait à disparaître.

### 1934: fin du chapitre rugby à XV et Pionnier du rugby à XIII en France

#### La tournée des Pionniers

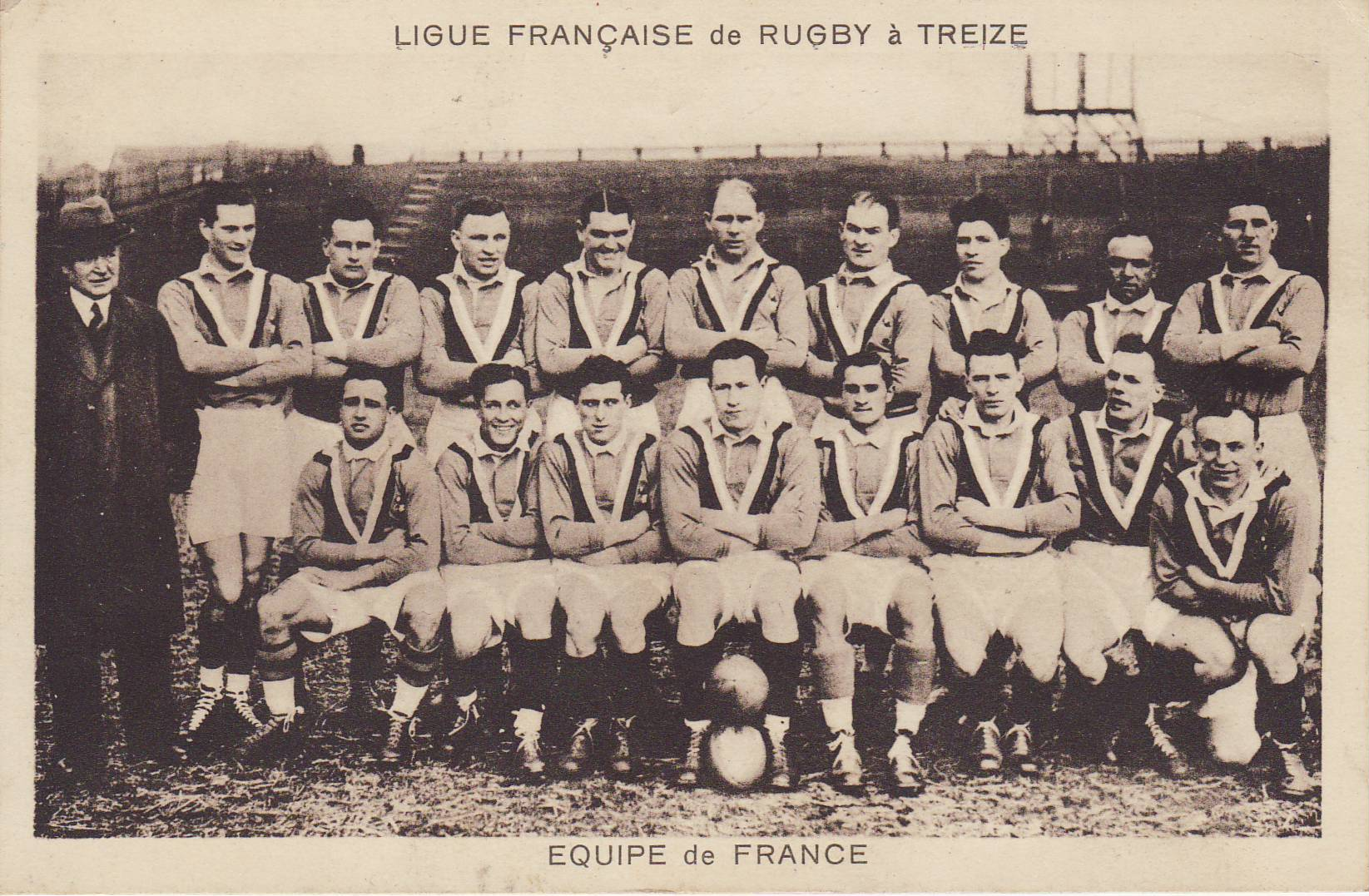
Les Pionniers, première manifestation française du rugby à XIII.

Fin 1933, Jean Galia, banni du rugby à XV, est à l'initiative de l'arrivée du rugby à XIII en France. Dans cette optique, il décide de convaincre de nombreux joueurs de le rejoindre. Joseph Carrère annonce son arrivée au rugby à XIII en dénonçant l'amateurisme marron à l'instar de nombreux joueurs de rugby à XV, y compris de nombreux internationaux. Ainsi, en février 1934, Joseph Carrère annonce son ralliement à ce mouvement initié par J. Galia, et règle ses comptes avec la Fédération de rugby à XV en déclarant que cette radiation temporaire porte la responsabilité d'un des membres de cette commission, M. Terré (dirigeant du Stade toulousain), en représailles de son refus de rejoindre le Stade toulousain en 1932 malgré une prime à la signature de 15 000 francs et d'un salaire de 1 200 francs mensuels. Il dénonce, à l’instar de Robert Samatan, les faits de professionnalisme à l'initiative du Stade toulousain pourtant porte-parole de l'amateurisme durant deux années au sein de l'U.F.R.A. en dénonçant la Fédération française de ne pas sanctionner le professionnalisme comme il se doit. Cette prise de parole est saluée par les dirigeants du R.C. Narbonne qui avaient toujours considéré comme une injustice sa radiation. En revanche, les dirigeants du Stade toulousain accusent R. Samatan et J. Carrère de diffamation pure.
Pour la première manifestation du rugby à XIII en France, Jean Galia concocte une tournée d'une sélection française en Angleterre en mars 1934. J. Carrère fait partie de cette sélection qui sera nommée « Les Pionniers », entouré par quelques-uns des grands du rugby à XV de l'époque désireux de dénoncer l'amateurisme marron du XV après avoir été bannis et de faire fructifier leurs talents au rugby, à l'instar de Robert Samatan, Jean Duhau, Charles Mathon ou Charles Petit. Cette tournée permet de lancer le mouvement treiziste en France et de créer de nombreux clubs tout en mettant en place un Championnat de France à partir de l'automne 1934.

#### 1934-1938: Joueur incontournable du R.C. Roanne

##### 1934-1935: Première saison et succès en XIII
À la rentrée 1934, Joseph Carrère quitte sa ville de Narbonne et signe pour le club ligérien le R.C. Roanne, qui comprend entre autres en son sein les ex-internationaux de rugby à XV Charles Petit et Jean Duhau. Le club du R.C. Roanne est fondé par M. Place aidé par l'international C. Petit. Ce dernier parvient à recueillir de nombreuses adhésions de joueurs de rugby à XV de premier plan tels Jean Rolland, Jean Duhau, André Hiriart et Henri Dechavanne. Fin 1934, il est sélectionné en équipe de France mais ne revêt pas la position de titulaire à son poste au profit de Pierre Germineau qui affronte le pays de Galles dans le cadre de la première édition de la Coupe d'Europe des nations.
Composition de l'équipe de France :
Pour la seconde rencontre de la Coupe d'Europe face à l'Angleterre, le sélectionneur, J. Galia, remet en concurrence P. Germineau et J. Carrère, et cette fois-ci c'est le Narbonnais d'origine qui prend le dessus sur P. Germineau lors d'une rencontre de sélection le 17 février 1935 à Bayonne  et est associé à l'ouvreur palois Roger Lanta. J. Galia le choisit pour avoir déjà affronté des Anglais lors des tournées, notamment son vis-à-vis anglais Tommy McCue. La rencontre est serrée et se ponctue sur un score de parité 15-15. J. Carrère est reconnu pour la qualité de ses placages et prend une part active dans ce résultat.
En Championnat de France, pour sa première édition, le R.C. de Roanne de J. Carrère reste dans la première partie de tableau et termine quatrième derrière le Champion S.A. Villeneuve de Jean Galia, le Bordeaux XIII et l'U.S. Lyon-Villeurbanne. En Coupe de France, le R.C. Roanne est opposé dans son entrée en lice à son voisin l'U.S. Lyon-Villeurbanne. La rencontre s'interrompt à la mi-temps en raison du retrait des coéquipiers de J. Carrère mécontents des décisions arbitrales et le club sanctionné d'un match perdu laissant les Lyonnais se qualifier pour le tour suivant. Il clôt sa saison par une rencontre de prestige face à une sélection gallo-anglaise en cédant sa place à la mi-temps à P. Germineau.

##### 1935-1936: Carrère, demi de mêlée de référence en France
Pour la saison 1935-1936, le R.C. Roanne se positionne comme un sérieux prétendant aux titres nationaux, comptant sur les arrivées d'Eugène Chaud, des Britanniques Jones et Pearce et du Montluçonnais Huc. J. Carrère est considéré comme l'un des leaders de l'équipe roannaise, et malgré son « gabarit rondouillard » et les années qui passent, les journalistes sportifs de l'Auto louent son talent en le comparant au « bon vin ». Ainsi, fin octobre, J. Carrère est convoqué en match de sélection pour l'équipe de France face à une sélection nommée « reste » dans la peau d'un titulaire en demi de mêlée avec R. Lanta à l'ouverture dans l'optique de la rencontre contre le pays de Galles le 23 novembre 1935, son principal rival à ce poste étant le Parisien P. Germineau. Il confirme lors de la victoire son équipe dans cette rencontre de sélection 56-45 mais son partenaire à l'ouverture désignée est Étienne Cougnenc avec lequel il s'entend bien. Dans l'optique de cette première rencontre de la Coupe d'Europe 1935-1936, J. Carrère fait partie des postulants pour être désigné capitaine de l'équipe de France à la suite du retrait des terrains de Jean Galia, qui reste toutefois sélectionneur, mais c'est Max Rousié qui finalement prend ce rôle. La France est battue sur un large score de 41-7 à Llanelli et de nombreux joueurs Français sont sévèrement jugés tel J. Carrère. Malgré cette contre-performance, J. Carrère reste le demi de mêlée numéro un, devant cette fois-ci Pierre Brinsolles.
Composition de l'équipe de France :
En Championnat de France, le R.C. Roanne, emmené par J. Carrère en absence du capitaine Jean Duhau, immobilisé quatre mois entre octobre et février en raison d'un accident automobile, réalise une saison qui le voit jouer les premières places et même occuper la première place en janvier 1936. En février 1936, J. Carrère connaît sa quatrième et dernière sélection en équipe de France, retenu comme demi de mêlée, en compagnie de M. Rousié à l'ouverture, pour affronter l'Angleterre le 16 février 1936. La France est battue 25-7 et termine dernière de la compétition,. J. Carrère, sans démériter, perd sa place en équipe de France qui ambitionne de renouveler et de rajeunir son XIII de départ pour les mois à venir.
La fin de saison du R.C. Roanne lui permet d’espérer prendre part à une finale. Le club termine premier de sa poule en Championnat devant son voisin l'U.S. Lyon-Villeurbanne et le R.C. Albigeois puis élimine en quart-de-finale Paris rugby XIII 19-13. Dans la même temps, il élimine le XIII Catalan en quart-de-finale de la Coupe de France 3-0. Qualifié pour les demi-finales des deux compétitions, le R.C. Roanne perd ces deux rencontres. Dominé en demi-finale de la Coupe de France par la Côte basque XIII 10-0, il est également battu 14-12 par le XIII Catalan en demi-finale du Championnat.

##### 1936-1937: Le joueur polyvalent
Pour la saison 1936-1937, le R.C. Roanne du président C. Devernois porte les mêmes ambitions que les saisons précédentes en se positionnant comme un prétendant aux titres nationaux. Dans cette optique, l'équipe reste peu remaniée et Joseph Carrère garde la confiance de son capitaine Jean Duhau, tandis que deux Anglais, Evans et Hazlehurst, viennent renforcer l'effectif. J. Carrère, qui a évolué comme demi de mêlée et troisième ligne les années précédentes, est à partir de cette saison expérimenté à quelques reprises dans un nouveau rôle d'arrière et est décrit comme « l'homme à tout faire » du R.C. Roanne.
À mi-saison en janvier 1937, le R.C. Roanne occupe le podium du Championnat de France et confirme match après match ses ambitions ; J. Carrère prend une part active, étant cité comme l'un des joueurs de premier plan de l'équipe roannaise aux côtés de Max Rousié, Henri Gibert et J. Duhau. En Coupe de France, le R.C. Roanne élimine le Périgueux XIII en huitième de finale mais perd en quart de finale contre le XIII Catalan 12-10 sur un drop de François Noguères. En Championnat, le club de la Loire parvient à terminer à la troisième place du classement de la saison régulière et affronte en demi-finale le Bordeaux XIII de Raoul Bonamy et d'Henri Audurau. Disputé à Roanne, c'est finalement le Bordeaux XIII qui s'impose 21-10 au terme d'une rencontre où les Bordelais ont paru supérieurs dans tous les secteurs sur les Roannais.

##### 1937-1938: Dernière saison à Roanne et victoire en Coupe de France
À l'intersaison de l'année 1937, un grand bouleversement d'effectif est opéré au sein du R.C. Roanne où il reste quelques joueurs rescapés de la saison précédente dont fait partie Joseph Carrère à l'instar de Max Rousié, Eugène Chaud et Charles Lamarque. Les frères Robert et Jean Dauger, Sylvain Claverie-Barbe, Vincent Martimpé-Gallart, Robert Samatan et Joseph Griffard sont parmi les joueurs venus renforcer le R.C. Roanne et lui permettre d'obtenir enfin un titre national tant convoité. J. Carrère reste une possibilité pour l'équipe de France que s'autorise le sélectionneur J. Galia mais celui-ci préfère miser sur la polyvalence de son coéquipier roannais M. Rousié. Le R.C. Roanne étrenne son équipe de grande valeur à travers les stades et confirme les grandes attentes en elle en restant leader ou à portée de la place de leader du Championnat de France. Mais, en raison d'un effectif comprenant un grand nombre de joueurs talentueux, J. Carrère se retrouve à quelques reprises remplaçant.
En janvier 1938, le R.C. Roanne affronte l'Australie venue faire une tournée en Europe. Cette dernière les bat 20-13 mais J. Carrère en troisième ligne est cité comme le meilleur joueur de son équipe malgré son âge,. Fin janvier, les deux meilleures équipes du Championnat, l'U.S. Lyon-Villeurbanne et le R.C. Roanne, s'affrontent à Lyon. La rencontre tourne à l'avantage des Lyonnais 11-7 qui mettent en avant leur esprit d'équipe face au « groupement des vedettes » ; au cours du match, J. Carrère est expulsé pour bagarre.
Composition de Roanne :
La fin de saison amène le R.C. Roanne à confirmer les ambitions portées sur l'équipe en début de saison. En Coupe de France, le club de la Loire élimine Bègles en huitièmes de finale, le Toulouse olympique XIII en quart-de-finale et le XIII Catalan en demi-finale. En Championnat de France, le R.C. Roanne termine deuxième de la saison régulière, élimine le XIII Catalan en quart de finale, mais voit sa route pour un doublé Championnat-Coupe stoppée en demi-finale par le S.A. Villeneuve sur le score de 3-2 à Bordeaux. En finale de la Coupe de France, la semaine suivante, Roanne est opposé au même adversaire qui l'a éliminé en Championnat. Roanne tient sa revanche de manière éclatante en battant Villeneuve 36 à 12 le 8 mai 1938 au stade des Minimes, à Toulouse, devant plus de 10 000 spectateurs, J. Carrère aux côtés de R. Samatan, M. Rousié, J. Griffard et Jean Dauger amorcent des attaques décisives et s'illustrent avec huit essais marqués. Il s'agit du premier titre du R.C. Roanne,.

#### Fin de carrière au R.C. Narbonne passé au rugby à XIII
Pour la saison 1938-1939, deux clubs audois décident de changer de code de rugby en devenant des clubs de rugby à XIII : l'A.S. Carcassonne et le R.C. Narbonne. Pour lancer cette première saison, le R.C. Narbonne, directement intégré à la première division du championnat, fait appel à son ancien joueur Joseph Carrère qui a pour rôle d'initier les Narbonnais, tels Francis Vals, Pierre Escaffre et Eugène Boyer, aux subtilités du rugby à XIII.
Les débuts du R.C. Narbonne de J. Carrère sont loin d'être ridicules pour des néophytes en occupant la sixième place du classement du championnat après huit journées, mi-novembre 1938. Toutefois, sur la longueur de la saison, le R.C. Narbonne régresse petit à petit au classement, luttant pour ne pas être à la dernière place qu'occupe le Pau XIII. J. Carrère retrouve ses anciens coéquipiers roannais en février 1939 à Narbonne, mais un fait de match annihile des retrouvailles joyeuses puisque René Arotça frappe J. Carrère, amenant sur le terrain un pugilat qui contraint M. Devernois, président du R.C. Roanne, à intervenir pour calmer les esprits. Les Roannais accusent J. Carrère d'un mauvais comportement depuis le début de la rencontre. Un mois plus tard, en mars 1939, J. Carrère est de nouveau au centre d'une polémique lors d'une rencontre contre le S.A. Villeneuve à Albi en huitième de finale de la Coupe de France : une réflexion désobligeante de sa part à l'arbitre M. Chavannes provoque son expulsion. Il est défendu par son entraîneur Eugène Ribère, qui rapporte auprès de la Ligue française de rugby à XIII que l'arbitre a proféré des insultes provoquant cet incident tout en rappelant des faits datant de trois ou quatre ans à l'encontre de J. Carrère. Il n'est pas fait mention d'une sanction contre J. Carrère. La saison se clôt sur une douzième place du R.C. Narbonne,.

### Après carrière
La carrière de Joseph Carrère, alors âgé de 35 ans, se termine en cette saison 1939-1940 puisque la Seconde Guerre mondiale s'apprête à démarrer, entraînant une suspension du Championnat et l'appel de nombreux joueurs sous les drapeaux lors de la rentrée de septembre 1939, qui pour beaucoup mettent fin à de nombreuses carrières sportives, avant que le rugby à XIII ne soit frappé en 1940 d'une interdiction en France par le régime de Vichy.
Engagé sous les drapeaux français, J. Carrère est grièvement blessé au cours de combats en mai 1940, et doit être amputé d’un bras. Revenu près de Roanne après la guerre, il décède le 19 octobre 1954 à Mably (Loire).

## Palmarès

### Rugby à XV

#### Détails en club
| Saison  | Saison                                                                                    | Championnat                                                                               | Championnat                                                                               |
| Saison  | Saison                                                                                    | Comp.                                                                                     | Class.                                                                                    |
| ------- | ----------------------------------------------------------------------------------------- | ----------------------------------------------------------------------------------------- | ----------------------------------------------------------------------------------------- |
| 1924-25 | RC Narbonne                                                                               | Championnat de France                                                                     | 1/2 finale                                                                                |
| 1925-26 | RC Narbonne                                                                               | Championnat de France                                                                     | Poule 1/4 finale                                                                          |
| 1926-27 | RC Narbonne                                                                               | Championnat de France                                                                     | Poules de quatre                                                                          |
| 1927-28 | RC Narbonne                                                                               | Championnat de France                                                                     | Poules de cinq                                                                            |
| 1928-29 | RC Narbonne                                                                               | Championnat de France                                                                     | Poules de trois                                                                           |
| 1929-30 | RC Narbonne                                                                               | Championnat de France                                                                     | Poules de trois                                                                           |
| 1930-31 | US Narbonne                                                                               | Pas de championnat                                                                        |                                                                                           |
| 1931-32 | US Narbonne                                                                               | Tournoi des quatorze                                                                      | 6e                                                                                        |
| 1932-33 | Joseph Carrère est radié de la Fédération française de rugby à XV jusqu'en décembre 1933. | Joseph Carrère est radié de la Fédération française de rugby à XV jusqu'en décembre 1933. | Joseph Carrère est radié de la Fédération française de rugby à XV jusqu'en décembre 1933. |
| 1933-34 | E.S. Port-la-Nouvelle                                                                     | forfait                                                                                   | forfait                                                                                   |

### Rugby à XIII
- Collectif :
  - Vainqueur de la Coupe de France : 1938 (Roanne).

#### Coupe d'Europe des nations
| Édition | Rang | Résultats France | Résultats Carrère | Matchs Carrère |
| ------- | ---- | ---------------- | ----------------- | -------------- |
| 1935    | 2    | 0 v 1 n 0 d      | 1 v 1 n 0 d       | 1/2            |
| 1936    | 3    | 0 v 0 n 2 d      | 0 v 0 n 2 d       | 2/2            |

#### Détails en sélection
| 1. | 15 avril 1934    | Angleterre     | 21-32 | Test-match     | Demi de mêlée | - | - | - | - |
| 2. | 28 mars 1935     | Angleterre     | 15-15 | Coupe d'Europe | Demi de mêlée | - | - | - | - |
| 3. | 23 novembre 1935 | Pays de Galles | 7-41  | Coupe d'Europe | Demi de mêlée | - | - | - | - |
| 4. | 16 février 1936  | Angleterre     | 7-25  | Coupe d'Europe | Demi de mêlée | - | - | - | - |

#### Détails en club
| Saison    | Saison      | Championnat           | Championnat | Coupe           | Coupe      | Sélection | Sélection | Sélection | Sélection | Sélection | Sélection |
| Saison    | Saison      | Comp.                 | Class.      | Comp.           | Class.     | Comp.     | M         | Pts       | Ess.      | Buts      | Dp.       |
| --------- | ----------- | --------------------- | ----------- | --------------- | ---------- | --------- | --------- | --------- | --------- | --------- | --------- |
| 1934-1935 | RC Roanne   | Championnat de France | 4e          | Coupe de France | 1/4 finale | CE        | 2         | 0         | 0         | 0         | 0         |
| 1935-1936 | RC Roanne   | Championnat de France | 1/2 finale  | Coupe de France | 1/2 finale | CE        | 2         | 0         | 0         | 0         | 0         |
| 1936-1937 | RC Roanne   | Championnat de France | 1/2 finale  | Coupe de France | 1/4 finale |           |           |           |           |           |           |
| 1937-1938 | RC Roanne   | Championnat de France | 1/2 finale  | Coupe de France | Vainqueur  |           |           |           |           |           |           |
| 1938-1939 | RC Narbonne | Championnat de France | 12e         | Coupe de France | 1/8 finale |           |           |           |           |           |           |